# 伊戈尔·奥伊斯特拉赫
伊戈尔·大卫多维奇·奥伊斯特拉赫（烏克蘭語：Ігор Давидович Ойстрах，1931年4月27日—2021年8月14日）是俄罗斯小提琴演奏家。

## 生平
1931年4月27日生于敖德薩。母亲塔玛拉是钢琴家。父亲大卫·奥伊斯特拉赫是1930年乌克兰小提琴比赛一等奖得主，在当时已经颇有名声。伊戈尔在父亲的熏陶下长大，六岁的时候就已经开始学习拉小提琴，两年后又学习弹奏钢琴。
1941年6月苏德战争爆发后，伊戈尔和母亲被疏散到斯维尔德洛夫斯克。而父亲大卫则一直留在莫斯科，为军队演奏。1943年3月，全家回到莫斯科。1949年，他以优异成绩从莫斯科中央音乐学院小提琴班毕业。1948年，他在莫斯科的一场音乐会首次登台演出，与父亲合作表演巴赫小提琴二重协奏曲。
1949年，他在布达佩斯世界青年與學生聯歡節小提琴比赛获得冠军。1952年，他在波兰波茲南维尼亚夫斯基国际小提琴比赛再次夺冠。成名后，他于1953年开始在西欧各国进行访问演出。他和父亲两人经常合作表演小提琴二重奏，在莫斯科，阿姆斯特丹，布达佩斯，伦敦，巴黎，纽约等地演出。
1949年至1955年在莫斯科音樂學院深造。1965年成为莫斯科音乐学院教师。
1978年，被授予俄罗斯人民艺术家称号，1989年被授予苏联人民艺术家称号。1996年至2010年担任布鲁塞尔皇家音乐学院教授。

## 纪念
小行星42516名为奥伊斯特拉赫，纪念小提琴家奥伊斯特拉赫父子。